# 星槎中学校・高等学校
星槎中学校・高等学校（せいさちゅうがっこう・こうとうがっこう）は、神奈川県横浜市旭区(星槎高等学校)、およびに神奈川県横浜市旭区(星槎中学校)に所在し、中高一貫教育を提供する私立中学校・高等学校。学びの多様化学校（いわゆる不登校特例校）に指定されている。
当初は、高等学校の所在に中学校もあったが、その後、近辺にあった旧横浜市立霧が丘第一小学校跡地に移転した。

## 概要
星槎大学、星槎国際高等学校、星槎もみじ中学校、星槎名古屋中学校、ピーターパン幼稚園、青葉台幼稚園は系列校である。
高等学校において、中学校から入学した内部進学の生徒と高等学校から入学した外部進学の生徒との間では、第1学年から混合してクラスを編成する併設混合型中高一貫校である。
内閣府および文部科学省から教育特区に指定されており、カリキュラムの編成に学校独自の裁量を盛り込むことが認められている。
中学卒業生の多くはそのまま高校に進学するが、一部には系列の学校である星槎国際高等学校に入学する者や外部の高校・特別支援学校に入学する者もいる。

## 沿革
1972年4月、私立高校の教員だった宮澤保夫（現・星槎グループ会長および理事長）が同市旭区鶴ケ峰にある小さなアパートの1部屋内に塾の鶴ヶ峰セミナー（現・ツルセミ）を開塾したことから始まる。
1982年12月に緑区十日市場町にある十日市場駅前の小さなビル内にツルセミ十日市場校（株式会社オルビス）として、移転・開校した。
1984年12月に設立し、1985年4月に星槎中学校・高等学校（星槎学園中等部・高等部も含む）の前身である4年制の男子高等専修学校として「宮澤学園高等部」が開校した。
1994年以降は3年制となり、男女共学に変更された。1999年4月に自前の連携校として星槎国際高等学校を開校し、2004年に文部科学省および神奈川県知事から正規の私立学校として認証された。
宮澤学園高等部以来の専修学校で培った教育ノウハウを生かし、2005年4月に星槎中学校が、2006年4月に星槎高等学校が全日制高校として開校し、中高一貫校「星槎中学校・高等学校」として開校された。

## 建学の精神など
建学の精神
社会に必要とされることを創造し、常に新たな道を切り開き、それを成し遂げる。
教育理念
必要とする人々のために新たな道を創造し、人々が共生できる社会の実現を目指し、それを成し遂げる。
教育目標
困難な場面において相手を思い、笑顔を勇気をもって立ち向かう強い心の育成。
校訓
- 労働 - 人のために働くこと
- 感謝 - いつも感謝の気持ちを忘れないこと
- 努力 - 努力し続け決して諦めないこと

星槎の三つの約束
- 人を認める
- 人を排除しない
- 仲間を作る

## 経歴
- 1972年4月 - 創立者の宮澤保夫が鶴ヶ峰セミナー（現・ツルセミ）を開塾。
- 1978年4月 - セミナー出版会が発足される。
- 1980年10月 - 鶴ヶ峰セミナーが有限会社鶴ヶ峰セミナーとして発足する（鶴ヶ峰セミナーを教育事業部「ツルセミ」セミナー出版会を出版事業部に名称を変更）。
- 1982年12月 - 株式会社オルビスツルセミ十日市場校が開校する。
- 1984年12月 - 文部大臣指定の宮澤学園高等部が設置が認可される。
- 1985年4月 - 宮澤学園高等部が4年制男子技能連携校として開校する（普通科の普通（進学）・情報・自動車・芸術・体育コースに分かれる）。
- 1994年4月 - 3年制となり、男女共学に変更される。
- 1991年5月 - 「LD児の自立を支える親の会」により、フリースクール飛翔（後の宮澤学園中等部飛翔）が開校する。
- 1996年4月 - 宮澤学園高等部から移管された宮澤学園中等部飛翔（現・星槎中学校）として横浜市青葉区に移転。
- 1999年4月 - 自前の連携校として星槎国際高等学校（通信制）が開校する。
- 2004年
  - 6月 - 文部科学省により教育特区の認定を受ける。
  - 12月 - 神奈川県知事より星槎中学校の設置が認可される。
- 2005年
  - 4月 - 星槎中学校が横浜市緑区十日市場町に開校。
  - 10月 - 星槎高等学校が文部科学省により教育特区の認定を受ける。
- 2006年
  - 3月 - 神奈川県知事より星槎高等学校の設置が認可される。
  - 4月 - 星槎高等学校が開校。
- 2011年4月 - 星槎中学校、星槎高等学校が横浜市旭区若葉台（旧横浜市立若葉台西小学校）に移転。
- 2015年　Seisa Africa Asia Bridge 開始
- 2019年4月 - 星槎中学校が、横浜市緑区霧が丘（旧横浜市立霧が丘第一小学校）に移転。
- 2021年4月 - 星槎高等学校に通信制課程普通科設置。

## 交流校
修学旅行行事として
- マリアナ・ハイスクール（サイパン）高校2年
- カハカイ小学校 （ハワイ）中学2年

その他修学旅行として、希望者（高校生）がニューヨークに行ったりする。